# Зеленцино (Костромская область)
Зеленцино — деревня в Степановском сельском поселении Галичского района Костромской области России.

## География
Деревня расположена у автодороги Судиславль — Солигалич Р100.

## История
Согласно Спискам населенных мест Российской империи в 1872 году сельцо Зеленцыно относилось к 1 стану Чухломского уезда Костромской губернии. В нём числилось 20 дворов, проживало 33 мужчины и 27 женщин.
Согласно переписи населения 1897 года в селе Зеленцыно проживало 114 человек (57 мужчин и 57 женщин).
Согласно Списку населенных мест Костромской губернии в 1907 году село Зеленцыно относилось к Муравьищенской волости Чухломского уезда Костромской губернии. По сведениям волостного правления за 1907 год в нём числилось 36 крестьянских дворов и 208 жителей. В селе находилась земская станция.
До муниципальной реформы 2010 года деревня также входила в состав Степановского сельского поселения.

## Население
| 1877 | 1897 | 1907 | 1982 | 2004 | 2008 | 2010 |
| ---- | ---- | ---- | ---- | ---- | ---- | ---- |
| 60   | ↗114 | ↗208 | ↘30  | ↘5   | ↘1   | ↘0   |
| 2012 | 2014 |      |      |      |      |      |
| ↗6   | →6   |      |      |      |      |      |

## Комментарии
1. ↑  По состоянию на 1897 год в Бушневской волости Чухломского уезда Костромской губернии числилась также деревня Зеленцыно, расположенная на тракте Чухлома — Галич, в которой проживало 11 человек (3 мужчин и 8 женщин).
2. ↑  По состоянию на 1907 год в Бушневской волости Чухломского уезда Костромской губернии числилась также деревня Зеленцыно, расположенная на тракте Чухлома — Галич, в которой проживало 6 человек в 1 дворе.